# Боровиково (Алтайский край)
Боровиково — село в Павловском районе Алтайского края административно относящееся к Павловскому сельсовету.

## История
Село основано в 1750 году.

## География
Село расположено в 15 км от районного центра — села Павловск на берегу реки Обь.

## Население
| 1926 | 1997 | 1998 | 1999 | 2000 | 2001 |
| ---- | ---- | ---- | ---- | ---- | ---- |
| 1258 | ↘419 | ↘414 | →414 | ↗425 | ↘419 |
| 2002 | 2003 | 2004 | 2005 | 2006 | 2007 |
| ↘409 | ↘401 | ↗434 | ↘429 | ↘425 | ↗430 |
| 2008 | 2009 | 2010 | 2011 | 2012 | 2013 |
| ↘402 | ↗411 | ↘360 | →360 | ↘357 | ↘350 |

## Экономика
В посёлке действуют предприятия малого бизнеса, предприятия по переработке сельхозпродукции.

## Социальная сфера
На территории действуют несколько учреждений образования: МБОУ «Боровиковская СОШ», детский сад, сельский дом культуры и отделение «Почты России».